# Каретний провулок (Одеса)
Каре́тний прову́лок — вулиця в історичній частині міста Одеса, Приморський район.
Протяжність близько 340 м (два квартали), із південного сходу на північний захід від вулиці Кіри Муратової до провулка Топольського. Рух двосторонній, покриття проїзджої частини — асфальт.
Забудова переважно 2–4 поверхова рубежів XIX—XX століття.
Поштові індекси Укрпошти — 65020, 65023.
Сусідні вулиці
← Старопортофранківська, Дігтярна • Ковальська →

## Історія
Виник на території південної німецької слободи.

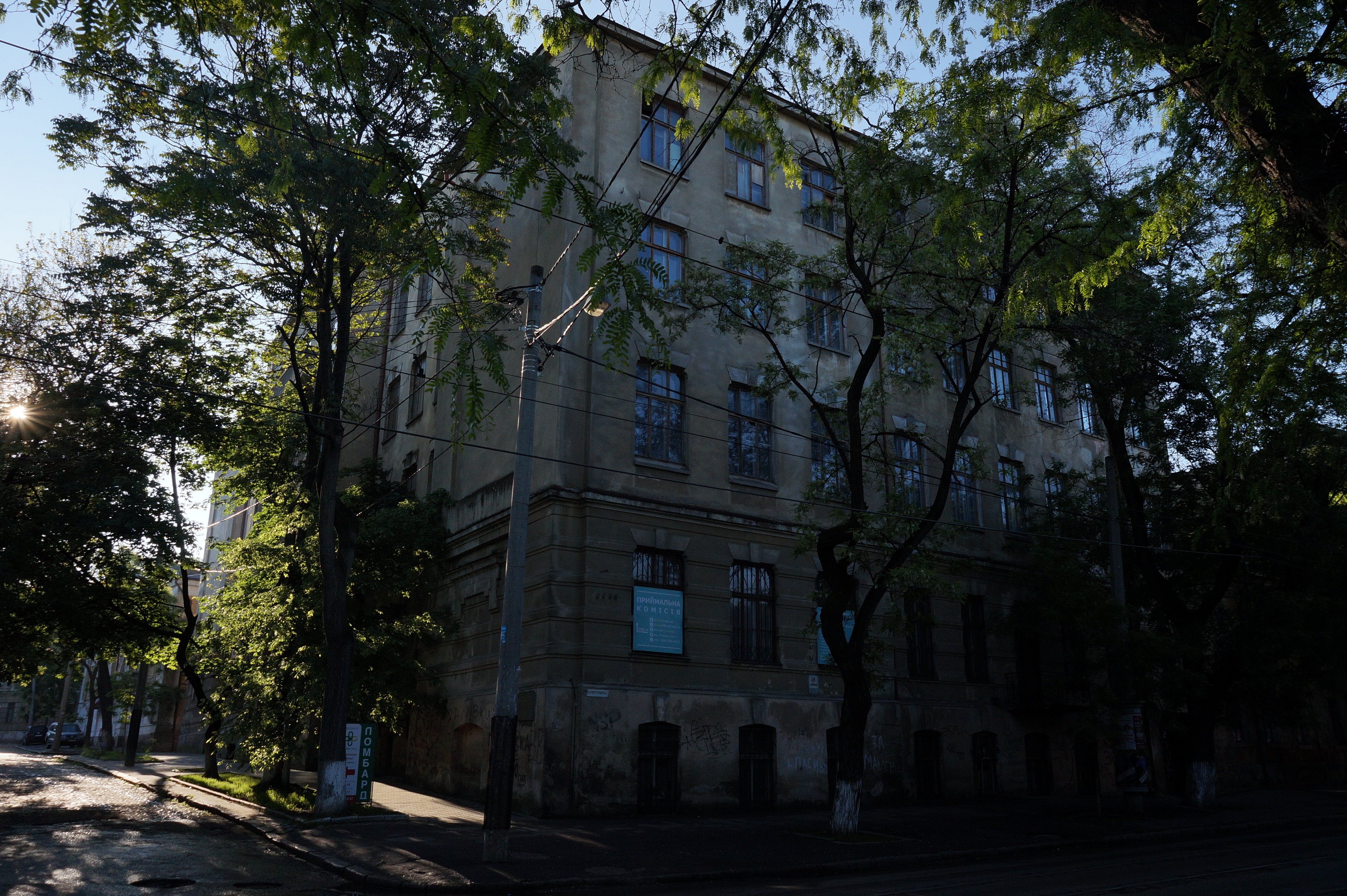
Академія зв'язку

Назву провулка дано через майстрів каретних справ, які жили тут в перші роки заснування Одеси. Відомий Іван Христинович Плейс, мав майстерню на цій вулиці. Але вже до рубежу XVIII—XIX століть таких майстрів тут практично не залишилося.
У 1930-ті роки будинок № 27 на вулиці був реконструйований, йому надбудували третій і четвертий поверх, тут розмістився Інститут інженерів зв'язку, нині — Державний університет інтелектуальних технологій і зв'язку.
Розміщення на вулиці освітнього закладу такого профілю послужило підставою до перейменування провулка на честь російського вченого О. С. Попова, — провулок носив його ім'я від 1959 до 1995 року.

## Забудова
- 1 — Школа № 107 (на розі вулиці Л. Толстого).
- 2 — Прибутковий будинок Молчанової, 1914 р.

…
- 23 — Житловий комплекс «На Каретному».

### Пам'ятки
Будинок № 8 — Прибутковий будинок П. Ткаченка.

## Відомі жителі
Будинок № 1 — художник Геннадій Олександрович Ладиженський
Будинок № 14 — архітектор Микола Гружевський
Будинок № 15 — художник Олександр Миколайович Стіліануді, один із засновників Товариства південноросійських художників, його постійний секретар (меморіальна дошка).